# 조지 호츠
조지 프란시스 호츠(George Francis Hotz, 1989년 10월 2일 ~ ) 또는 지오핫(geohot)은 미국의 해커이다. 아이폰을 탈옥한 것으로 알려져 있다. 그가 한 널리 알려져 있는 해킹 내용 중 하나는 기존 독점 이동통신사업자인 AT&T 이외에 여러 이동통신사업자에서 가능하게 만든 것이다. 또한, 소니의 플레이스테이션 3을 해킹한 것으로도 알려져 있다.
2011년 4월 그는 "법원을 존중하지만, 소니를 존중하는 것은 아니다"면서 법적 방어 비용 1만달러를 EFF에 기부하면서 자신의 디지털 권리를 공표했다. EFF 측 역시 지오핫의 권리를 옹호했다. 2010년 7월에 EFF는 개인의 권익 신장을 위한 '아이폰 탈옥 및 펌웨어 수정'이 저작권 위반이 아니라며 미저작권청장에 예외 신청을 해 애플과의 법정 다툼을 승리로 이끈 바 있다.

## 같이 보기
- 전자 프론티어 재단
- 해킹
- 어노니머스
- iOS